# Wolfgang Teuschl

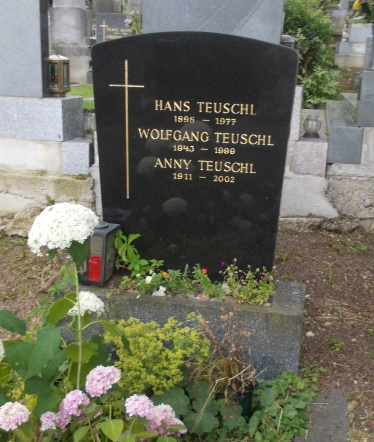
Wolfgang Teuschls Grabstätte

Wolfgang A. Teuschl (* 26. April 1943 in Wien; † 21. September 1999 ebenda) war ein österreichischer Schriftsteller und Kabarettist.

## Leben
Wolfgang Teuschl studierte ursprünglich Physik an der Universität Wien. Später arbeitete er als Lektor und Übersetzer (französisch, englisch und spanisch). 

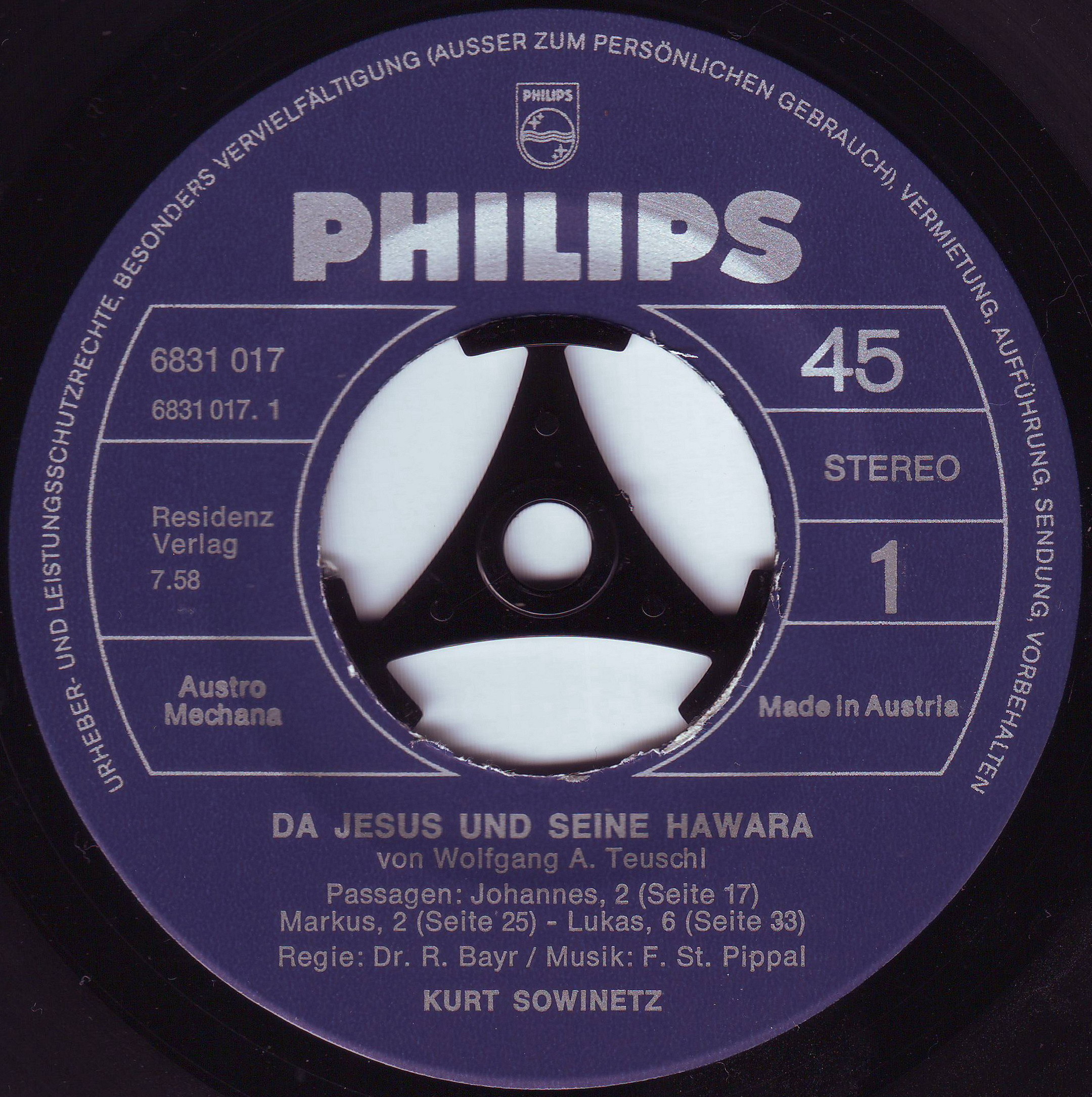
Label der Single Wolfgang A. Teuschl Da Jesus und seine Hawara, Rezitation Kurt Sowinetz (1971)

Er erwarb sich vor allem Verdienste durch seine im Wiener Dialekt verfassten Texte. Bekannt wurde Teuschl 1971 durch seine Übertragung des Markus-Evangeliums ins Wienerische mit dem Titel Da Jesus und seine Hawara. Später erschien auch ein von ihm verfasstes Wiener Dialekt-Lexikon. 1974 war er Gründungsmitglied des Kabarett Keif. In der Folge schrieb Teuschl vorwiegend Liedtexte für andere Kabarettisten wie Kurt Sowinetz (Alle Menschen san ma zwider),  ARGE Kabarett, Lukas Resetarits oder Erwin Steinhauer. Er war Mitbegründer und Miteigentümer der Kabarett-Bühne Spektakel und bearbeitete Nestroy-Stücke für das Wiener Burgtheater.
Seine Schwester war Hildegard Teuschl, eine Pionierin in der Hospizbewegung Österreichs. Er verstarb am 21. September 1999 und wurde in Wien auf dem Neustifter Friedhof (E-6-4) bestattet.

## Werke
- Da Jesus und seine Hawara. Wiener Evangelium. Residenz Verlag, Salzburg 1971, ISBN 3-7017-9917-0. Mit beigelegter Single Kurt Sowinetz: Da Jesus und seine Hawara. Wiener Evangelium von Wolfgang A. Teuschl. Musik und musikalische Leitung: Franz Stefan Pippal, 1971. Philips Stereo 6831 017. Ab 4. (überarbeiteter und erweiterter) Auflage: Verlag Karl Schwarzer, Purkersdorf/Wien 1981, ISBN 3-900392-01-3, bis 8. Auflage, ISBN 3-900392-11-0. Zeitgleich mit der Erstauflage des Buches erschien eine von Kurt Sowinetz rezitierte Langspielplatte: Kurt Sowinetz: Da Jesus und seine Hawara. Wiener Evangelium von Wolfgang A. Teuschl. Musik und musikalische Leitung: Franz Stefan Pippal, 1971, Philips Stereo 61641.
- Da Jesus und seine Hawara. Das Neue Testament im Wiener Dialekt. Neuausgabe. Mit einer beigelegten CD gelesen von Willi Resetarits. Residenz Verlag, St. Pölten 2006, ISBN 978-3-7017-1454-4. Neuauflage 2011, ISBN 978-3-7017-1584-8.
- Da Jesus und seine Hawara. Das Neue Testament im Wiener Dialekt. Hörbuch. 1 CD gelesen von Willi Resetarits. Residenz Verlag, St. Pölten 2006, ISBN 3-7017-4000-3.
- Wiener Dialekt-Lexikon. Neuausgabe. Residenz Verlag, St. Pölten 2007 bzw. 2011, ISBN 978-3-7017-1464-3.